# Аутопортрет
Аутопортрет је самоприказивање уметника у сликарству, графици, вајарству или фотографији.
Први аутопортрети потичу из раног средњег века, додуше још увек без портретске сличности и препознатљиви су само по алатима заната или по додатном натпису. Најранији прави аутопортрети настали су у 15. веку најпре у пластици (на пример још код Петера Парлера рођеног у немачкој 1330. или 1333 - а умро у Прагу где је дуго радио 1399. године) а касније и у сликарству у облику фигура асистенције у религиозним сценама (на пример код Фра Филипо Липија, Ботичелија или Д. Гирландаја). 
Албрехт Дирер насликао је први аутопортрет као аутономну појединачну слику. Као и код портрета, самоприказивање се креће од репрезентације до психолошког самоприказивања. У овом другом Рембрант је неприкосновени мајстор. Данас аутопортрет такође ужива велику популарност, при чему психоаналитичко прожимање сопственог ја и проблематика положаја уметника у савременом друштву представљају додатне важне саставне делове аутопортрета.

## Примери аутопортрета
- Албрехт Дирер, аутопортрет 1498.
- Леонардо да Винчи, Аутопортрет око 1512.
- Петер Паул Рубенс, Аутопортрет са женом Исабелом око 1609.
- Рембрант ван Ријн, Аутопортрет, 1630.
- Рембрант ван Ријн, Аутопортрет, око 1655.
- Иља Рјепин, Аутопортрет, 1878.
- Пол Гоген, Аутопортрет, 1893.
- Пјер Огист Реноар, Аутопортрет, 1910.
- Аугусто де Лука - фотографији: Аутопортрет, 2000.